# Jean-François Voisard
Jean-François Voisard est un homme politique français né le 7 novembre 1765 à Indevillers (Doubs) et mort à une date inconnue.

## Biographie
Administrateur du département du Doubs en 1790, il est député du Doubs de 1791 à 1792, siégeant dans la majorité. Il est de nouveau élu administrateur du département le 23 vendémiaire an IV, et devient maire d'Au-Deux en 1811.

## Sources
- « Jean-François Voisard », dans Adolphe Robert et Gaston Cougny, Dictionnaire des parlementaires français, Edgar Bourloton, 1889-1891 [détail de l’édition]